# Педро Варела
Педро Хосе Варела Олівера (ісп. Pedro José Varela Olivera; 22 лютого 1837–1906) — уругвайський політик, 10-й конституційний президент Уругваю.

## Кар'єра
Був прибічником генерала Венансіо Флореса. 1868 року став сенатором. Після виходу Флореса у відставку з посади президента країни 15 лютого того ж року Варела, який на той момент очолював Сенат Уругваю, тимчасово очолив державу.
Був сенатором до 1874 року. Після військового заколоту 15 січня 1875 року проти президента Варелу призначили тимчасовим губернатором, ту посаду він обіймав до 22 січня того ж року, після чого Генеральна асамблея на позачерговому засіданні обрала Варелу президентом республіки. Однак повстання, яке очолив полковник Лоренцо Латорре, призвело 10 березня 1876 року до його відставки.
За правління Латорре Варела жив у вигнанні в Буенос-Айресі. Пізніше він повернувся до Уругваю, але більше не займався політичною діяльністю.